# 표해록 (장한철)

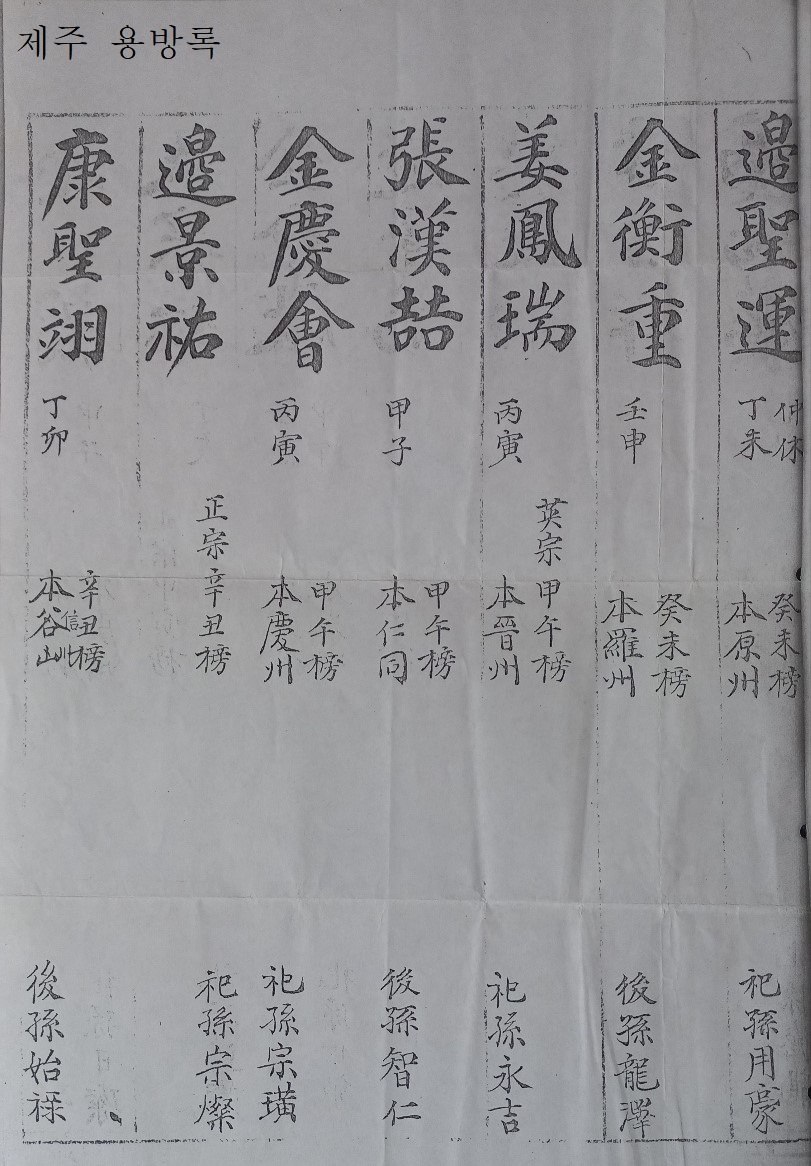
장한철의 문과 합격이 기재된 <용방록> 이미지.

《표해록》(漂海錄)은 1770년에 제주 출신 선비였던 장한철이 과거를 보러 배를 탔다가 폭풍으로 표류해 1771년에 귀국하기까지의 경험을 쓴 기록이다. 현재 제주특별자치도 지정문화재이다.
장한철(張漢喆ㆍ1744∼?)의 『표해록』은 영조 46년(1770년) 마을 사람들의 권유와 관가의 원조로 서울에 과거 길을 떠났던 장한철이 폭풍을 만나 온갖 고초를 겪고 류큐국(유구국)이 있었던 유구열도(琉球列島)에 표류하면서 겪었던 일을 한문으로 기록한 일기문 형식의 책이다.
영조 46년(1770년) 향시에 장원으로 합격한 북제주군 애월읍 애월리 출신 장한철은 마을 부로(父老)의 권유와 관가의 원조로 1770년 12월 25일 김서일 등 일행 29명(장한철 포함)과 함께 과거보러 제주를 떠났다.
장한철 일행을 태운 배는 육지를 눈앞에 두고 갑자기 태풍을 만나 지향 없이 표류하면서 갖가지 고초를 겪고 사경을 헤매다 나흘만에 유구 열도의 어느 무인도에 도착한다.
5일만인 영조 47년 정월 초사흗날 무인도에서 안남(安南, 현재의 베트남)의 상고선(商賈船)을 만나 구사일생으로 구원을 받았으나 다시 본토 상륙 직전에 태풍으로 선체가 파손되고 21명의 동행자를 잃고 8명만이 가까스로 살아남았다.
장한철은 그후 서울로 올라가 과거시험을 치렀으나 낙방하고 1771년 5월 8일 고향에 돌아온다.
태풍으로 노도근해에서 조난당하고, 유구 열도 호산도에 표착하여 왜구의 습격을 받고, 구사일생으로 안남 상고선에 의해 구조됐으나 상선에서 봉변당하고, 청산도 근해에서 또다시 조난 당해 사경을 헤매다 21명은 죽고 8명만이 살아남은 과정이 세밀하게 기록돼 있다.
이 책은 당시 표류 상황뿐만 아니라 그가 경과한 경로를 더듬어 해로와 물의 흐름, 계절풍의 변화 등을 담고 있어 해양지리서 역할 뿐 아니라 해양문학으로서의 가치 또한 높다.
장한철은 『표해록』을 쓴 후 4년만인 영조 51년(1775년) 정월 과거시험에 합격해 대정현감 등을 지낸 바 있고, 문집으로 『녹담집(鹿潭集)』을 남겼다. 1979년 정병욱 번역으로 범우사에서 한글판 『표해록』이 출간됐다.

## 작가의 생애
*과거시험 합격이전:
본관은 인동이며, 호는 녹담(鹿潭)이다. 제주도로 처음 들어온 장일취의 7세손으로 할아버지는 학생 장선일(張善逸), 아버지는 증(贈) 공조참의 장차방(張次房)이다. 1875년 장차방의 증손인 명월진 수군만호 장석좌가 무과급제한 지 60년이 되자 조정에서 공조참판 겸 오위도총부 부총관의 실제 벼슬을 내렸다. 종이품 현관에게는 삼대 추증의 영예를 주었기 때문에 증조부 장차방도 공조참의로 증직된다. (출처: https://sjw.history.go.kr/id/SJW-K12030280-01100)
어릴 적 부모님을 모두 잃고 중부(仲父, 둘째 아버지)인 쌍오당(雙梧堂) 장중방(張重房) 슬하에서 자랐다. 소년 시절부터 글 재주가 뛰어나 제주 삼천서당에서 공부했다. 장한철은 향시에서 여러 번 수석 합격했는데, 과거 시험장에서 명성은 실로 대단했다고 전한다.
1774년 어사 홍상성이 주관한 제주 도과(지방 인재를 위한 과거시험)에 합격한다. 서울에서 열리는 최종 시험을 볼 수 있는 자격(전시직부의 특권)을 얻은 후, 1775년(영조 51년) 별시 문과에 급제(성적은 병과 27등)한다.
*과거시험 합격이후:
내직으로 승정원 가주서, 성균관 학유, 성균관 박사, 성균관 전적 겸 양현고 주부, 이조낭청, 평시서 주부를 역임하였으며 외직으로 강원도 상운찰방, 흡곡현령, 제주 대정현감을 지냈다. 상운찰방으로 근무하며 정조 임금을 알현하였다. 이때, 표해 경험을 언급하며 명나라 유민과 만났던 일화를 임금에게 이야기하였다.
강원도 상운찰방으로 부임하자, 금강산을 여행하면서 「금강은유록(金剛恩遊錄)」을 저술했다. (논문보기: https://www.kci.go.kr/kciportal/ci/sereArticleSearch/ciSereArtiView.kci?sereArticleSearchBean.artiId=ART002181641) 「금강은유록(金剛恩遊錄)」                                                                                                                                                                                                                                                                                                                                                                                                                                                                                                                                                                                                                                                                                                                                                                                                               은 현재 백영 정병욱 교수 집안에 소장 중이다.
*가족 사항:

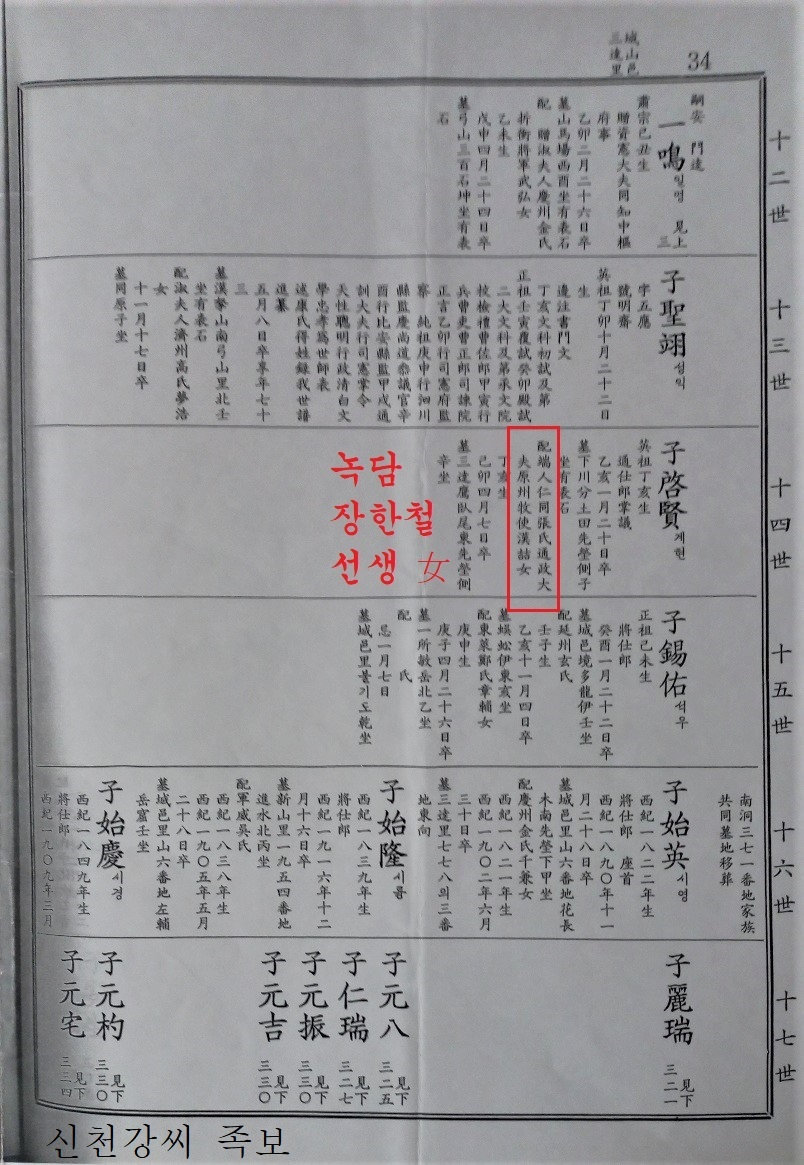
장한철 사위인 통사랑 강계현이 수록된 <신천강씨 족보> 이미지

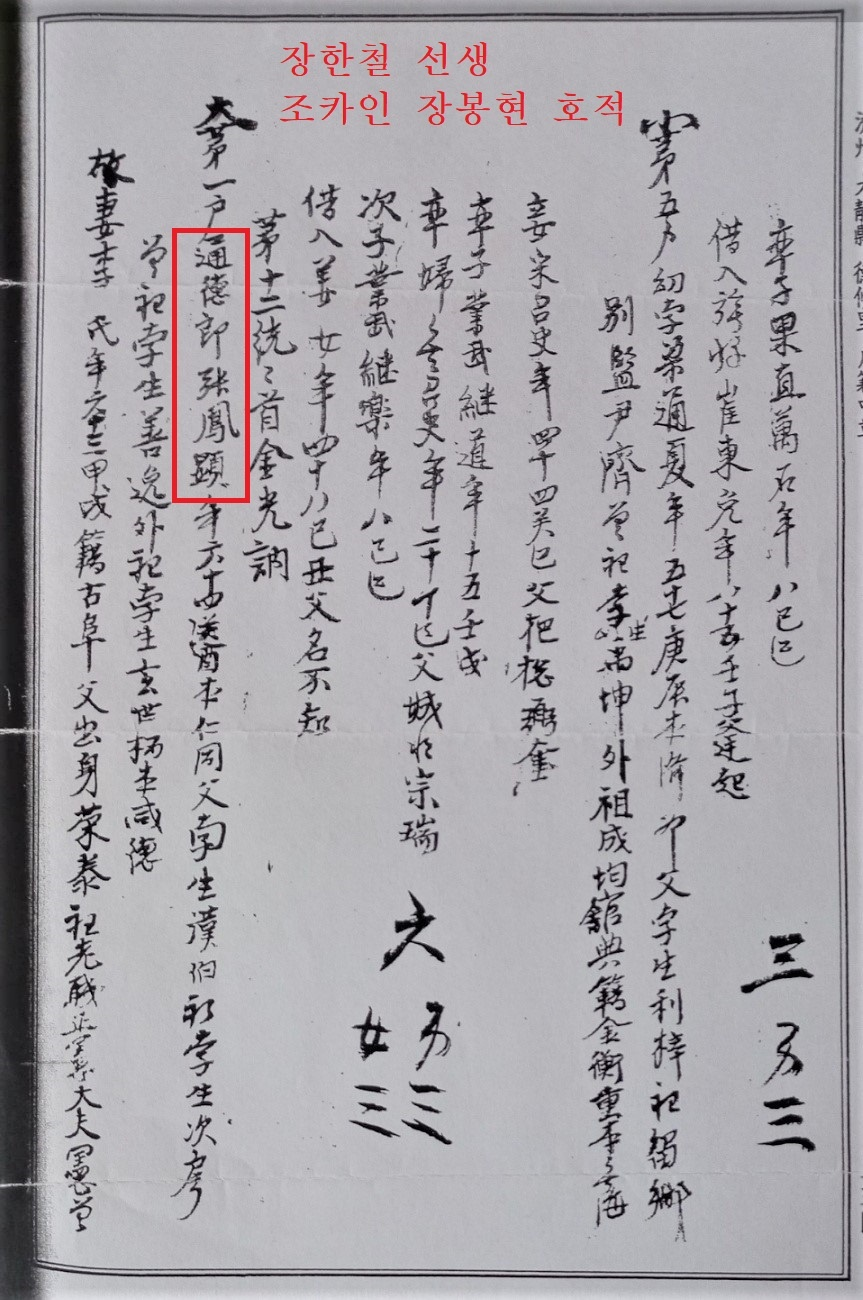
장한철 조카인 통덕랑 장봉현의 호적중초(1814년) 이미지

정실 부인인 달성서씨 사이에 1남 1녀를 두었는데, 아들은 통덕랑 벼슬을 역임한 장담(張紞, 아명: 장봉득)이다. 장담은 1790년(정조 14년), 정조 임금이 내린 응제시험에 '삼하' 라는 좋은 성적으로 입격(합격)했다. 그 기록이 승정원 일기에 남아있다.(濟州 詩三中幼學鄭遠集, 父泰老, 三下通德郞張紞, 父漢喆, 排律三下生員吳霑, 父載權, 幼學鄭興龜, 父道成,https://sjw.history.go.kr/id/SJW-G19090010-03000)
딸은 제주도 문관 출신으로 사헌부 장령을 역임한 강성익의 큰 아들인 통사랑 강계현에게 출가하였다.(출처: 신천강씨 족보 참고) 장한철 조카인 통덕랑 장봉현의 호적(출처: 호적중초 참고)이 남아있다.
장봉현을 비롯한 인동장씨 제주도 후손들은 제주 애월면과 대정현의 풍헌 등 향사의 향임 및 향교 훈장, 장의와 같은 교임직을 역임한 것으로 나온다. 장한철의 직계 후손 일부는 강원도 이북에 거주하고 있다.
*현재:
2011년 11월 25일, 제주도 애월읍 애월리 한담공원에 녹담 장 선생 표해기적비가 세워졌다. 2014년엔 장한철 산책로가 마련되어 관광지로써 발돋움하고 있다.
2015년에 MBC 드라마 <맨도롱 또똣>의 촬영지로 선정돼 많은 제주 여행객들의 탐방지로 인기가 높다. 2021년에는 제주시 애월읍 애월리 생가에 녹담 장한철 문학관이 개관되었다.

## 같이 보기
- 표해록
  - 표해록 (최부)
- 표해일록 - 김대황의 안남국(베트남) 표류기
- 표해시말 - 문순득의 여송국(필리핀) 표류기
- 하멜 표류기
- 김대건
- 다이코쿠야 코다유(en:Daikokuya Kōdayū) - 일본의 운송선 선장으로 1783년에 폭풍으로 표류하다가 당시 러시아제국 영토였던 알래스카 소속의 알류샨 열도의 암치카섬(Амчитка, Amchitka)에 표착하게 되어 약 9년간 러시아 대륙을 방랑하다 러시아 여제인 예카테리나 2세를 알현하고 승낙을 받아 1792년에 러시아배로 일본으로 귀국함
- 존 만지로